# قطلو
قطلو هي قرية في مقاطعة أرومية، إيران. يقدر عدد سكانها بـ 736 نسمة بحسب إحصاء 2016.